# Pierre Beylot
Pierre Beylot, né le 18 août 1920 à Thiviers et mort le 22 juillet 1984 dans la même ville, est un homme politique français.

## Mandats électifs
- Député de la  3e circonscription de la Dordogne (1968-1973)
- Conseiller général du canton de Thiviers (1970-1982).
- Adjoint au maire de Thiviers (1971-1983).